# Reiya Morishita
Reiya Morishita (森下 怜哉 Morishita Reiya?, Osaka, 1 de noviembre de 1998) es un futbolista japonés que juega como defensa en el Sagan Tosu de la J2 League.

## Trayectoria

### Clubes
| Club                            | País  | Año       |
| ------------------------------- | ----- | --------- |
| Cerezo Osaka sub-23             | Japón | 2016-2017 |
| Cerezo Osaka                    | Japón | 2018-2021 |
| Tochigi S. C. (cedido)          | Japón | 2019      |
| Matsumoto Yamaga F. C. (cedido) | Japón | 2020      |
| F. C. Machida Zelvia (cedido)   | Japón | 2021      |
| Ehime FC                        | Japón | 2022-2024 |
| Sagan Tosu                      | Japón | 2025-     |